# Гран, Люсиль
Люси́ль Гран, наст. имя Лусина Алексия Гран (дат. Lucile Grahn; 30 июня 1819[…], Копенгаген — 4 апреля 1907[…], Мюнхен) — датская танцовщица и балерина.

## Жизнь и творчество

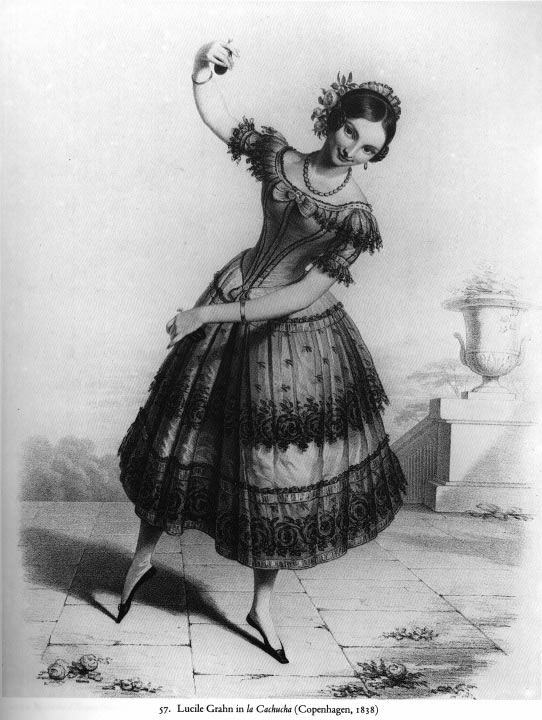
Люсиль Гран исполняет танец Качуча, Копенгаген, 1838.

Люсиль Гран стала наиболее известной датской балериной XIX века. Люсиль Гран обладала худощавой, почти «эфирной» комплекцией и железной волей, позволявшей ей добиваться поставленных целей. Она дебютировала 1829 году на сцене Королевского театра в Копенгагене. Её педагогом был Август Бурнонвиль, позднее влюбившийся в балерину. В 1834 году, в возрасте 15 лет, вместе с ним она посетила Париж, где занималась у педагогов парижской Оперы. Бурнонвиль воспротивился её желанию остаться работать в Париже, так что артистка обратилась к принцессе Вильгельмине за помощью в получении ангажемента.
После 4-х месяцев выступлений в Париже Люсиль получает партию в «Сильфиде» Филиппо Тальони, ранее принадлежавшую Фанни Эльслер. Парижская публика по достоинству оценила талант балерины; её танец в этом балете стал одним из высших достижений её балетной карьеры.
После возвращения в Данию у Гран начались проблемы с Бурнонвилем. Против воли балетмейстера и при помощи высоких королевских покровителей, Гран уехала на гастроли в Гамбург. В 1839 году она навсегда покинула Данию. Она вновь танцевала «Сильфиду» на сцене Оперы Ле Пелетье: 10 июня её Джеймсом стал дебютант Люсьен Петипа, приглашённый в Париж из Бордо.
В 1840 году Гран гастролирует в России, приехав сюда на смену другой гастролёрши, Марии Тальони. Здесь она столкнулась с недоброжелательностью местных артисток, таких, как прима-балерина Елена Андреянова.
В 1844 году Люсиль Гран выступает в Милане, затем — в Лондоне. Там же 12 июля 1845 года вместе с Марией Тальони, Карлоттой Гризи и Фанни Черрито, участвует в «звёздном» балете «Па-де-катр» Жюля Перро — постановка дивертисмента стоила немалого труда организаторам спектакля, ввиду неприязненных отношений конкурирующих между собой танцовщиц.
Начиная с 1848 года балерина жила в Гамбурге, затем она купила себе дом в Мюнхене, преподавала здесь в Придворном театре.
В 1856 году Люсиль Гран вышла замуж за английского тенора Фредерика Янга. Вскоре в результате несчастного случая её супруг стал инвалидом, в течение оставшихся 29 лет жизни он передвигался в специальной коляске.
В 1869 году, после 30-летнего перерыва, танцовщица вновь встретилась с Августом Бурнонвилем. Она примирилась с ним, однако близких отношений между ними уже не возникло.
Всё своё состояние и имущество Люсиль Гран завещала городу Мюнхен.

## Репертуар
Королевский театр в Хеймаркете, Лондон
- 12 июля 1845 — «Па-де-катр» Жюля Перро на музыку Цезаря Пуни (с участием Марии Тальони, Фанни Черрито и Карлотты Гризи)
- 3 марта 1846 — Катарина, «Катарина, дочь разбойника» Жюля Перро на музыку Цезаря Пуни (Лейтенант Дьяволино — Жюль Перро)

## Память
В честь Люсиль Гран названа улица в Мюнхене.